# لا مكسب لا حب
لا مكسب لا حب ((الكورية: 손해 보기 싫어서)) هو مسلسل تلفزيوني كوري جنوبي، من بطولة شين مين آه، كيم يونغ-داي، لي سانغ-يي، هان جي-هيون. عرض على قناة تي في إن في 26 أغسطس الى 1 اكتوبر 2024، بث كل يومي الاثنين والثلاثاء الساعة 20:50 (KST).

## قصة
سون هاي-يونغ (شين مين آه) هي نوع الشخص الذي لا يريد خسارة المال تحت أي ظرف من الظروف.  تواجه هاي يونغ احتمال فقدان ترقية في مكان عملها. فتضع خطة لحفل زفاف مزيف (يصب في صالحها). قامت بتوظيف كيم جي ووك (كيم يونغ داي) ليكون خطيبها. وهو شاب يعمل بدوام جزئي في متجر صغير.  إنه نوع الشخص الذي لا يستطيع تجاهل المحتاجين ويحاول أن يفعل الشيء الصحيح.  إنه يتعامل بسلاسة مع كل عميل في المتجر، باستثناء شخص واحد.  هذا الشخص هو سون هاي يونغ.  عندما تطلب منه فجأة أن يصبح العريس المزيف في حفل زفافها، يقبل عرضها بطريقة ما.

## طاقم

### رئيسي
- شين مين آه في دور سون هاي يونغ[2]

تعمل هاي يونغ محاسبة في شركة، عندما تكون معرضة لخطر فقدان ترقية في شركتها، فإنها تخطط لزواج مزيف يصب في صالحها.
- كيم يونغ داي في دور كيم جي ووك[3]

يعمل جي ووك بدوام جزئي في متجر صغير .يدعونه بضابط شرطة مدني ورجل صالح في الحي. يتلقى عرضًا غير متوقع من سون هاي يونغ، العميلة التي تشعر بأنه غير متوافق معه بشكل خاص، ويقبل أن يلعب دور العريس المزيف كوظيفة أخرى بدوام جزئي.
- لي سانغ يي في دور بوك جيو هيون[4]

الرئيس التنفيذي ومن عائلة تشيبول من الجيل الثالث لا يؤمن بالحب المقدر. جيو هيون هو رئيس كولبي إيدكشين حيث تعمل سون هاي-يونغ. يقرأ بالصدفة رواية ويب كتبتها نام جا-يون (هان جي هيون) ويترك التعليقات بنشاط بينما يخفي هويته..
- هان جي هيون في دور نام جا يون / يون بو را[2]

كاتبة روايات ويب مشهور تكتب فقط عن الحب.

### داعم
- جيون هاي وون في دور كوون يي رين[5]

موظفة موارد بشرية تعمل في نفس شركة التي تعمل بها سون هاي يونغ
- لي يو-جين بدور يو ها جون[6]

سكرتيرة بوك جيو هيون، الجيل الثالث من عائلة تشابول غير متزوجة والتي لا تؤمن بالحب القدري
- جو مين كيونغ[7]

صديق سون هاي يونغ.

## المشاهدات
| الموسم | الموسم | رقم الحلقة | رقم الحلقة | رقم الحلقة | رقم الحلقة | رقم الحلقة | رقم الحلقة | رقم الحلقة | رقم الحلقة | رقم الحلقة | رقم الحلقة | رقم الحلقة | رقم الحلقة | المتوسط     |
| الموسم | الموسم | 1          | 2          | 3          | 4          | 5          | 6          | 7          | 8          | 9          | 10         | 11         | 12         | المتوسط     |
| ------ | ------ | ---------- | ---------- | ---------- | ---------- | ---------- | ---------- | ---------- | ---------- | ---------- | ---------- | ---------- | ---------- | ----------- |
|        | 1      | 884        | 818        | 774        | 889        | 932        | 1043       | 749        | 724        | 776        | 885        | 854        | 1135       | ستُعلن لاحقًا |

| الحلقات | تاريخ البث     | تقييمات (نيلسن كوريا) | تقييمات (نيلسن كوريا) |
| الحلقات | تاريخ البث     | على الصعيد الوطني     | سيئول                 |
| ------- | -------------- | --------------------- | --------------------- |
| 1       | 26 اغسطس 2024  | 3.673%                | 4.072%                |
| 2       | 27 اغسطس 2024  | 3.801%                | 4.312%                |
| 3       | 2 سبتمبر 4202  | 3.757%                | 4.547%                |
| 4       | 3 سبتمبر 2024  | 3.864%                | 4.255%                |
| 5       | 9 سبتمبر 2024  | 4.144%                | 4.465%                |
| 6       | 10 سبتمبر 2024 | 4.967%                | 5.942%                |
| 7       | 16 سبتمبر 2024 | 2.631%                | 3.054%                |
| 8       | 17 سبتمبر 2024 | 2.906%                | 2.891%                |
| 9       | 23 سبتمبر 2024 | 3.565%                | 4.080%                |
| 10      | 24 سبتمبر 2024 | 3.885%                | 4.027%                |
| 11      | 30 سبتمبر 2024 | 3.897%                | 4.300%                |
| 12      | 1 أكتوبر 2024  | 4.764%                | 5.142%                |
| متوسط   |                |                       |                       |

## الإنتاج
المسلسل كوميديا رومانسية من تأليف كيم هي-يونغ، التي كتبت حياتها الخاصة، وإخراج كيم جونغ-سيك، اعماله الفتاة القوية نام-سون، ومن تخطيط استوديوهات سي جي إي إن إم وانتاج من قبل بون فكتوري التابعة.

## روابط خارجية
- الموقع الرسمي
 (بالكورية)
- لا مكسب لا حب على موقع IMDb (الإنجليزية)
- لا مكسب لا حب على موقع فيلمافينيتي (الإسبانية)
- لا مكسب لا حب على موقع قاعدة بيانات الفيلم (الإنجليزية)
- لا مكسب لا حب على هانسينما